# Georg-Michael Fleischer

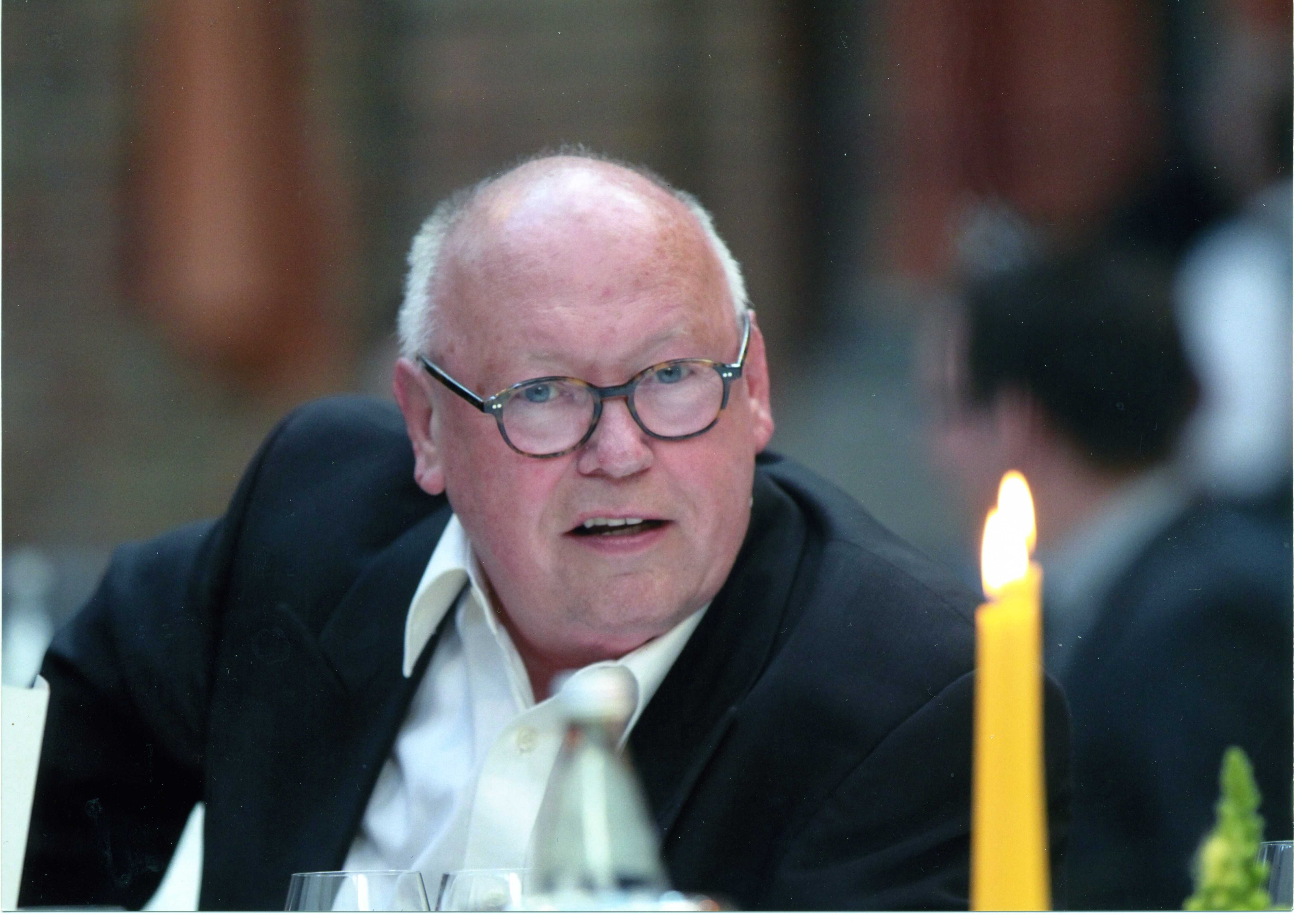
Georg-Michael Fleischer

Georg-Michael Fleischer (* 29. August 1941 in Berlin; † 28. September 2022 in Plauen) war ein deutscher Chirurg und Hochschullehrer.

## Leben
Als Sohn eines Arztes und einer Krankenschwester besuchte Fleischer ab 1948 die Grundschule und ab 1957 die Erweiterte Oberschule in Wittenberge. Nach dem Abitur studierte er ab 1960 an der Universität Rostock Medizin. 1967 als Arzt approbiert, durchlief er die chirurgische Fachausbildung bei F. W. Pötter in Wittenberge. 1969 wurde er in Rostock zum Dr. med. promoviert. Als Facharzt und Oberarzt hospitierte er bei Peter Heinrich an der Medizinischen Akademie Magdeburg. Ab Anfang 1979 war er dort als Assistenzarzt und Oberarzt tätig. 1984 als Chefarzt nach Wittenberge zurückgekehrt, gelang ihm 1985 die Habilitation (Promotion B) in Magdeburg. 1986 ging er als Chefarzt an das Bezirkskrankenhaus Plauen (Viszeral-, Thorax- und Gefäßchirurgie). Die Medizinische Akademie Magdeburg erteilte ihm 1989 die Venia legendi für Chirurgie. Nach der Wende und friedlichen Revolution in der DDR erhielt er die Lehrbefugnis von der Medizinischen Fakultät der Universität Leipzig. Sie ernannte ihn auch zum Privatdozenten und 1998 zum Professor für Chirurgie. Er erhielt die Schwerpunktanerkennungen für Viszeralchirurgie (1995) und Gefäßchirurgie (1996). Ende 2006 trat er in den Ruhestand. Ab 1972 widmete er sich der Geschichte der Seefahrt.

## Ehrungen
- Vorstandsmitglied der Sächsischen Chirurgenvereinigung (seit 1995)
- Berufung in das Präsidium der Deutschen Gesellschaft für Chirurgie als Vertreter der Ostdeutschen Chirurgen (1999–2002)
- Weiterbildungskommission  und  Präsidium  der Deutschen Gesellschaft für Allgemein- und Viszeralchirurgie (1999)
- Beirat  des  Vorstandes  des Konvents der leitenden Krankenhauschirurgen Deutschlands (2000)
- Mitglied der gemeinsamen Weiterbildungskommission des Berufsverbandes der deutschen Chirurgen (BDC) und der Deutschen Gesellschaft für Chirurgie (Novellierung der neuen  Weiterbildungsordnung  aller chirurgischen Fächer in Deutschland) (2000)
- Vorsitzender der Sächsischen Chirurgenvereinigung (2000/01)
- Ehrenmitglied der Mitteldeutschen Chirurgenvereinigung (2010)
- Vorstandsvorsitzender des DRK-Kreisverbandes Plauen
- Aufsichtsratsvorsitzender Seniorenzentrum gGmbH Elsterberg

## Werke

### Chirurgie
- Chirurgie – minimal-invasiv und konventionell. Leitlinien und Perspektiven. Weller-Verlag Schriesheim 1996. ISBN 978-3-9803855-7-2.
- mit Peter Heinrich: Arterienverletzungen. LAU-Verlag für Medizin und Technik, Reinbek 1996. ISBN 978-3-928537-23-0.
- Palliative Therapie gastrointestinaler Tumoren. Weller-Verlag Schriesheim 1998. ISBN 978-3-9803855-9-6.
- Aktuelle Chirurgie der Infektionen. Johann Ambrosius Barth Verlag, Heidelberg Leipzig 1999. ISBN 978-3-335-00614-5.
- Kontroversen in der Chirurgie. Kaden Verlag, Heidelberg 2000. ISBN 978-3-922777-34-2.
- Im Dienst für die Kranken. Das Plauener Krankenhaus im Spiegel der Medizingeschichte. Vogtland-Verlag Plauen/Jößnitz 2011. ISBN 978-3-928828-50-5.

### Seefahrt
- Medizinische Versorgung an Bord alter Segelschiffe. Chirurgische Allgemeine 2 (2000), S. 90–93.
- Italien–Palästina und zurück. Mittelalterliche Pilgerfahrten, Schiffstransporte und Warenverkehr mit dem Heiligen Land, in: Achim Lipp, Jürgen Lasch (Hg.): Garten aus Stein. Rätselhafte Architektur der Müchelner Templerkapelle. Mitteldeutscher Verlag 2010.
- Ritter auf dem Meer – Seemacht und Seewesen zur Zeit der Kreuzzüge. Philipp von Zabern Darmstadt/Mainz 2011. ISBN 978-3-8053-4370-1.
- Seereise mit Uringlas und Speikübel. Reiseumstände und Medizinisches  von Kreuzzug und Pilgerfahrt ins Heilige Land. Zentralblatt für Chirurgie 137 (2012), S. 587–591.
- Wendekreise, Roman. Concepcion Seidel 2014. ISBN 978-3-86716-105-3.
- Schiffschirurgen – von Kolumbus bis Nelson. Vergessene Helden der Seefahrtgeschichte. Kaden Verlag, Heidelberg 2017. ISBN 978-3-942825-46-7.[4]
- Die Verurteilten, Die Reise zur Sträflingskolonie Australien 1787. In: Schiff Classic, Magazin für Schifffahrts- und Marinegeschichte e.V. der DGSM, Ausgabe: 7/2019, S. 72–76.